# Герман Аљаски
Свети Герман Аљаски (енгл. Herman of Alaska, рус. Преподобный Герман Аляскинский) један је од првих православних мисионара у Америци. У Православној цркви се поштује као светитељ — заштитник православних у Америци.

## Биографија
Рођен је 1756. године, у граду Серпуковски у Московској губернији. Већ у 16. години замонашио се у манастиру Свете Тројице у близини Санкт Петербурга. После много година једноставног монашког живота, монах Герман се преселио у велики и чувени Валаамски манастир који се налазио на острву усред језера. У то време игуман манастира је био праведни старац Назарије. Он је подучавао Германа духовном животу, пригрливши га као што би отац пригрлио свог сина. Одатле, са делом братства Валаамског манастира, одлази у Америку и тамо започиње свој мисионарски рад.
Свети Герман и још седам монаха су стигли на острво Кодијак 24. септембра 1794, на поморском броду под називом Три Светитељи и подвижници. Монаси су ширили Јеванђење и крстили многобројне Алеуте, на околним острвима. Многи староседеоци ових острва налазили су заштиту код њих од експлоатације и злостављања. Због тога су сами монаси били злостављани, хапшени и малтретирани. Герман је једини у преостао у овој мисији, остали су убијени, умрли природном смрћу или су се вратили у Русију.
У периоду од 1808. до 1818. године Свети Герман је живео на острву Јела. Острво Јела је готово у потпуности било покривено шумом и удаљено од мореуза око километар. На њему је направио испосницу и ту земљу је назвао „Нови Валаам“ по манастиру из којег је пошао у Америку. Он је ископао земуницу и живео у њој у посту и молитви до краја свог живота. У њој је касније и сахрањен. Монах Герман је живео животом потпуног себеодрицања: подизао је сирочад, али — у исти мах — држао сва монашка правила о посту, молитви и тиховању. Носио је исту одећу и лети и зими, трпећи страшне крајности аљаског поднебља. Преко одеће је носио само кожу јелена, коју није скидао нити мењао читавих осам година.
Поред испоснице саграђена је мала капела где га је локално становништво често посећивало. Они су му се често обраћали да моли за њих због честих епидемија, глади цунамија на острву, пожара на острву.
Умро је 15. новембра 1837. године, али није био сахрањен све до 13. децембра, јер свештеник није могао да дође да служи опело. Био је 30 година заборављен, како је и сам прорекао, оносно све до 1867. године када се откривају његове мошти.
Дана 11. марта 1969. године, Велики архијерејски синод Православне цркве у Америци (ОЦА) свечано је канонизовао Светог Германа. Он је први светитељ са тла Америке који је канонизован од стране Православне цркве.
Највећи део његових моштију чувају су у Саборној цркви Светог Васкрсења у Кодијаку, Аљаска.
Манастир светог Германа Аљаског му је посвећен.